# Out of Jimmy's Head
Out of Jimmy's Head (literalmente, en inglés, «Salido de la cabeza de Jimmy», aunque titulada Un cerebro animado en Hispanoamérica y La alucinante vida de Jimmy en España) es una serie de televisión estadounidense que comparte secuencias rodadas en imagen real con secuencias animadas. La serie fue producida por el canal Cartoon Network y está basada en la película televisiva original Re-Animated, que fue emitida por televisión por primera vez el 8 de diciembre de 2006. La serie es una coproducción de Brookwell McNamara Entertainment (Conocido por sus series como: Even Stevens y Es Tan Raven) y Cartoon Network Studios.
La serie se estrenó en Cartoon Network en 14 de septiembre de 2007, coincidiendo con el lanzamiento de la película Re-Animated en DVD. Anuncios reclamaron su estreno en televisión a las 7:00 p. m., pero la serie realmente fue transmitida varias veces anteriormente en el día como sneak previews. la serie fue la única en la red en verse afectada por el gremio de la huelga de escritores de América de 2007. Tuvo su estreno canadiense en Teletoon el sábado, 6 de septiembre de 2008. También transmite en Boomerang en Australia, Canal 5 en México desde 2011, TeleFutura para el público hispano de los Estados Unidos y en Univision en Puerto Rico. La ejecución anglófona estadounidense de la serie terminó con el estreno del episodio final de la serie el 29 de mayo de 2008. La página para la serie en el sitio web de Cartoon Network, junto con los juegos y videos fueron retirados desde noviembre de 2008.
La serie fue recibida con críticas negativas en Estados Unidos. Aunque promovido para ser la "primera serie mezclada con acción viva y animación en Cartoon Network". La serie no fue la primera: anteriormente, entre 1994 y 2004, se emitió Space Ghost: Coast to Coast; Out of Jimmy's Head fue la segunda serie original de Cartoon Network (la primera fue El Show de Moxy), respectivamente. Además, Cartoon Network emitió Big Bag, una colaboración de acción en vivo y animación, coproducida por The Jim Henson Company y Cartoon Network.

## Argumento
La serie continuó donde la película original Re-Animated se acabó. El preadolescente Jimmy Roberts (Dominic Janes) se mete en un accidente de Gollyworld, un parque temático basado en el personaje de dibujos animados, Golly Gopher. Es golpeado por un tren de Parque, volando por el aire, a la tierra en hormigón. Como resultado, Jimmy necesita un trasplante de cerebro. Obtiene el cerebro de Milt Appleday, el dibujante final que creó Golly Gopher y otros personajes de sus caricaturas. Milt tenía esquizofrenia, lo que permitió a él y ahora Jimmy, ver los dibujos animados en la vida real. Sonny Appleday (Matt Knudsen), hijo de Milt, quiere el cerebro por sí mismo. Él planea convertirse en un gran dibujante con cerebro de su padre, que él cree que le permitiría gobernar el mundo.

## Producción
Cartoon Network ha ordenado 20 episodios, que fueron filmadas desde mayo a septiembre de 2007. Al emitir la serie en Cartoon Network, la serie se dividió en dos "temporadas". La primera "temporada" de la serie se estrenó en septiembre de 2007 y duró 13 episodios. El canal emitió más tarde los restantes siete episodios como la segunda "temporada," a partir de marzo de 2008, una semana después del estreno del episodio 13, que fue considerada parte de la primera temporada. Hiato de la serie entre temporadas (realmente entre los episodios 12 y 13) coincidió con la huelga de Writers Guild of America 2007, que llevó a muchos a creer que había interrumpido por escrito en la serie. De hecho, la escritura y la producción de todos los episodios habían concluidos en septiembre. Sin embargo, la huelga que los escritores está involucrado en la edición y postproducción, incluida la controvertida decisión de agregar una pista de risas, comenzando con el episodio 8, "Noche de Skate". A raíz de la huelga, la serie no fue renovada.

## Exportación a otros países
El título de la serie fue modificado (o no) en función de los países en los que llegó a emitirse.
- Estados Unidos: Out of Jimmy's Head
- Reino Unido: Out of Jimmy's Head (únicamente mediante distribución del DVD pues la serie nunca fue emitida en la televisión británica)
- Hispanoamérica y comunidad hispana de los Estados Unidos: Un cerebro animado
- España: La alucinante vida de Jimmy
- Francia: Jimmy Délire (literalmente: «Jimmy Delirio»)
- Italia: Jimmy Fuori di Testa
- Dinamarca: Out of Jimmy's Head
- Noruega: Out of Jimmy's Head
- Suecia: Out of Jimmy's Head
- Polonia: Co Gryzie Jimmy'ego?
- Japón: アウトジミーヘッドの

## Actuaciones y doblajes
| Personaje              | Actor original         | Actor de doblaje · México | Actor de doblaje · España |
| ---------------------- | ---------------------- | ------------------------- | ------------------------- |
| Jimmy Roberts          | Dominic James          | Isabel Martiñón           | Carlos Bautista           |
| Robin Yoshida          | Tinashe Kachingwe      | Mayra Arellano            | Silvia Sarmentera         |
| Craig Yoshida          | Jon Kent Ethridge II   | Alejandro Orozco          | Blanca Rada               |
| Sunny Appleday         | Matt Knudsen           | Humberto Vélez            |                           |
| Ken Roberts            | Bil Dwyer              | Sergio Gutiérrez Coto     |                           |
| Capitán Louisa Roberts | Rachel Quaintance      | Mónica Manjarrez          |                           |
| Yancy Roberts          | Rhea Lando             | Rossy Aguirre             | Olga Velasco              |
| Golly Gopher           | Paul Reubens           | Mario Díaz Mercado        | Eduardo Bosch             |
| Dolly Gopher           | Ellen Greene           | María Fernanda Morales    | Ana Esther Alborg         |
| Tux                    | Tom Kenny              | Rafael Pacheco            | Iván Jara                 |
| Crocco                 | Brian Posehn           | Gerardo Vásquez           |                           |
| Letreros               | Ninguna voz presentada | Ulises Maynardo Zavala    |                           |

## Premios y nominaciones
El elenco del programa ganó un Young Artist Award en 2008 por Best Young Ensemble Performance in a TV Series".